# Голан, Омер
Омер Голан (ивр. עומר גולן‎; родился 4 октября 1982, Холон, Израиль) — израильский футболист, нападающий, ныне — спортивный директор «Маккаби» (Петах-Тиква).

## Клубная карьера

### «Маккаби Петах Тиква»
Голан играл в молодежных рядах «Маккаби» (Петах-Тиква), до того как его перевели в первую команду в 2000 году. В сезоне 2003/04 в израильской премьер-лиге Омер был третьим третьим бомбардиром чемпионата, забив 13 раз. В сезоне 2005/06 израильской премьер-лиги, Голан был пятым бомбардиром, с 11 забитыми мячами.
Голан был игроком победившей команды в «Кубке Тото» в сезоне 2003/04, которая обыграла «Маккаби» (Хайфа) со счетом 3:0 в финале соревнования. Голан забил гол в полуфинале и финале турнира. Его гол в полуфинале, был последним из трех, забитых «Маккаби» (Нетания), а матч закончился со счетом 3:1, а также последний гол в финале против «Маккаби Хайфа».